# La Chaize-le-Vicomte
 La Chaize-le-Vicomte  es una población y comuna francesa, en la región de Países del Loira, departamento de Vendée, en el distrito de La Roche-sur-Yon y cantón de La Roche-sur-Yon-Sud.

## Demografía
| 2039 | 2037 | 2081 | 2218 | 2287 | 2443 |
| Para los censos de 1962 a 1999 la población legal corresponde a la población sin duplicidades (Fuente: INSEE [Consultar]) |      |      |      |      |      |